# Oscar del calcio AIC 2002

Il francese David Trezeguet, migliore calciatore assoluto agli Oscar del calcio AIC 2002.

L'Oscar del calcio AIC 2002 fu la sesta edizione dell'Oscar del calcio AIC, la manifestazione in cui vengono premiati i protagonisti del calcio italiano dall'Associazione Italiana Calciatori.

## Vincitori
Di seguito sono riportate tutte le nomination dei vari oscar assegnati:

### Migliore calciatore italiano
| Piazzamento | Giocatore        | Squadra |
| ----------- | ---------------- | ------- |
| Vincitore   | Christian Vieri  | Inter   |
| Nomination  | Alessandro Nesta | Lazio   |
| Nomination  | Francesco Totti  | Roma    |

### Migliore calciatore straniero
| Piazzamento | Giocatore       | Nazionalità | Squadra  |
| ----------- | --------------- | ----------- | -------- |
| Vincitore   | David Trezeguet | Francia     | Juventus |
| Nomination  | Pavel Nedvěd    | Rep. Ceca   | Juventus |
| Nomination  | Ronaldo         | Brasile     | Inter    |

### Migliore portiere
| Piazzamento | Giocatore        | Nazionalità | Squadra  |
| ----------- | ---------------- | ----------- | -------- |
| Vincitore   | Gianluigi Buffon | Italia      | Juventus |
| Nomination  | Angelo Peruzzi   | Italia      | Lazio    |
| Nomination  | Francesco Toldo  | Italia      | Inter    |

### Migliore difensore
| Piazzamento | Giocatore        | Nazionalità | Squadra |
| ----------- | ---------------- | ----------- | ------- |
| Vincitore   | Alessandro Nesta | Italia      | Lazio   |
| Nomination  | Fabio Cannavaro  | Italia      | Parma   |
| Nomination  | Walter Samuel    | Argentina   | Roma    |

### Migliore calciatore giovane
| Piazzamento | Giocatore       | Squadra |
| ----------- | --------------- | ------- |
| Vincitore   | Matteo Brighi   | Bologna |
| Nomination  | Manuele Blasi   | Perugia |
| Nomination  | Antonio Cassano | Roma    |

### Migliore allenatore
| Piazzamento | Allenatore     | Squadra  |
| ----------- | -------------- | -------- |
| Vincitore   | Luigi Delneri  | Chievo   |
| Nomination  | Fabio Capello  | Roma     |
| Nomination  | Marcello Lippi | Juventus |

### Migliore calciatore assoluto
| Piazzamento | Giocatore       | Nazionalità | Squadra  |
| ----------- | --------------- | ----------- | -------- |
| Vincitore   | David Trezeguet | Francia     | Juventus |

### Migliore arbitro
| Piazzamento | Arbitro           |
| ----------- | ----------------- |
| Vincitore   | Pierluigi Collina |
| Nomination  | Stefano Braschi   |
| Nomination  | Roberto Rosetti   |